# La ilustre fregona
La ilustre fregona (Die vornehme Magd) ist eine Novelle von Miguel de Cervantes. Die Novelle erschien 1613 in Madrid als Teil der Novelas ejemplares.

## Der Titel der Novelle
Der Titel der Novelle „La ilustre fregona“ wird durch „Die vornehme Küchenmagd“, „Die erlauchte Scheuermagd“ oder „Die edle Dienstmagd“ übersetzt. Er kann als Antithese oder Oxymoron verstanden werden, da die Vorstellungen „vornehm“ und „Küchenmagd“ sich, besonders zu Cervantes‘ Zeiten, ausschließen. Der Begriff „vornehm“ beinhaltet zum einen die Idee von Sittsamkeit und Tugend, zum anderen assoziiert man aber auch eine hohe soziale Stellung, Ruhm und Anerkennung. Durch diesen Effekt des Gegensätzlichen erweckt Cervantes Aufmerksamkeit und Interesse beim Leser. Er nutzt diese Technik auch bei der Titelgebung anderer Novellen, z. B. „La española inglesa“ (Die spanische Engländerin).

## Inhaltsangabe
Die Novelle „La ilustre fregona“ beginnt in Burgos. Die Hauptpersonen heißen Carriazo und Avedaño und sind die Söhne zweier vornehmer, reicher Edelleute. Mit dreizehn entdeckt Carriazo seine Neigung zum Landstreicherleben und brennt durch. Er erlernt das Gaunerhandwerk und bereist ganz Spanien. Schließlich gelangt er in die „Thunfischereien von Zahara“, die Hochburg und das Paradies aller Verbrecher. Er verbringt dort drei Jahre, die er in vollen Zügen genießt.
Als Carriazo in seine Heimat zurückkehrt, freundet er sich sehr eng mit Avedaño an. Carriazo verspürt große Sehnsucht zu den Thunfischereien zurückzukehren und überzeugt Avedaño mit ihm zu gehen. Ihren Eltern sagen sie, sie wollten nach Salamanca gehen, um zu studieren. Von ihren Familien reichlich ausstaffiert, reiten sie los. Durch eine List hängen sie die Bediensteten und den Hofmeister, der ihnen als Aufpasser mitgeschickt wurde, ab und machen sich auf den Weg nach Zahara.
Auf ihrer Reise hören sie das Gespräch zweier Eselstreiber. Dies ist der Wendepunkt der Geschichte, da zum ersten Mal von Costanza, der vornehmen Küchenmagd, gesprochen wird. Avedaño und Carriazo hören von ihrer überirdischen Schönheit und begeben sich nach Toledo zu dem Wirtshaus, in dem Costanza arbeitet, da Avedaño sie um jeden Preis sehen will. Carriazo akzeptiert diesen Umweg ungern, aber er begleitet seinen Freund. Als Avedaño Costanza erblickt, fühlt er sich von ihrer Schönheit „geblendet und betäubt“  und obwohl sie eine schroffe und nüchterne Art an sich hat, entbrennt er in Liebe zu ihr und die Freunde bleiben vorerst. Sie suchen sich Arbeit im Wirtshaus, Avedaño als Hausknecht, Carriazo als Wasserträger. Carriazo wird in eine Schlägerei verwickelt und verletzt seinen Gegner so heftig, dass er ins Gefängnis muss. Zum Glück gelingt es Avedaño ihn freizukaufen.
Sie verbringen einige Zeit in Toledo, aber da Costanza so sittsam ist, hat Avedaño keine Möglichkeit, sich ihr zu nähern. Schließlich findet der Wirt ein Liebesgedicht, das Avedaño für Costanza geschrieben hat und beschließt ihn von nun an genau zu beobachten. Nach fast einem Monat im Wirtshaus bietet sich für Avedaño endlich die Gelegenheit Costanza seine Liebe zu gestehen. Er steckt ihr einen Brief zu, in dem er ihr die Hintergründe seiner wahren Herkunft schildert und sie bittet seine Frau zu werden. Costanza zerreißt den Brief, gibt allerdings nicht dem Wirt Bescheid, so dass Avedaño im Gasthof und somit in ihrer Nähe bleiben darf. Dies spendet ihm enormen Trost.
Eines Tages betritt der Oberrichter, dessen Sohn zu Costanzas zahlreichen Verehrern zählt, das Wirtshaus und die Geschichte ihrer wahren Abstammung wird aufgedeckt. Vor fünfzehn Jahren war eine wohlhabende, adlige Dame im Wirtshaus abgestiegen. Da sie unehrenhaft schwanger war, gebar sie ihr Kind, Costanza, heimlich. Als Erkennungszeichen ließ sie einen Teil einer Goldkette und eines Pergaments zurück und bat, man möge sich um Costanza bis zu ihrer Rückkehr kümmern. Doch sie kam nicht zurück und so wartete der Wirt.
Einen Tag später steigen zwei reiche Edelleute im Wirtshaus ab. Schnell stellt sich heraus, dass es sich um die Väter von Carriazo und Avedaño handelt. Diese sind aber nicht gekommen um ihre Söhne, sondern um Costanza zu holen. Don Diego, der Vater des Carriazo, klärt die übrigen Einzelheiten Costanzas Herkunft auf. Der Vater des Carriazo ist ebenfalls Vater von Costanza, deren Mutter er gegen ihren Willen geschwängert hatte. Im Grunde hatte diese also an Sittsamkeit und Ehre nicht verloren. Erst jetzt, dreizehn Jahre nach dem Tod von Costanzas Mutter, hatte Don Diego von dem Mädchen erfahren und sich auf den Weg gemacht, um seine Tochter zu sich zu holen.
Zur gleichen Zeit wird Carriazo festgenommen, da er jemanden halbtot prügelte, der ihn verspottet hatte. Er wird dem Oberrichter, der mit den Vätern in einem Raum sitzt, vorgeführt. Don Diego erkennt den Sohn und sie schließen sich in die Arme. Auch Don Juan, Avedaños Vater, ist erfreut den verlorenen Sohn wiedergefunden zu haben. Costanza wird ihrem Vater, der die richtigen Erkennungszeichen vorweisen kann, übergeben und alle fahren zum Oberrichter, dem Vetter des Don Juan, um dort zu feiern.
Der Oberrichter, Don Diego und Don Juan beschließen, dass Avedaño Costanza heiraten solle. Carriazo solle die Tochter des Oberrichters ehelichen und der Sohn des Oberrichers solle Avedaños Schwester zur Frau bekommen. So sind letztendlich alle glücklich.

## Zentrale Themen
Als zentrale Themen der Geschichte können Abstammung und Herkunft, Ehre, bzw. Ehrverlust und die Idealisierung der Liebe genannt werden.

### Herkunft
Cervantes eröffnet seine Novelle mit der Vorstellung der Protagonisten, wobei ihre Herkunft und ihre gesellschaftliche Stellung stark betont werden. Das Bild des Nicht-Adels wird als unterprivilegiert, hässlich und von niederem Charakter dargestellt. Der Autor bezeichnet die niedrigen Stände als ein „zumeist […] schlimmes, verleumderisches und böswilliges Volk …“. Der Adel, dem auch die Protagonisten der Novelle zuzuordnen sind, wird hingegen in sehr positiver Art und Weise beschrieben.
So kann das edle Gemüt Carriazos, das aus seiner Herkunft resultiert, selbst durch seine niederen Lebensumstände nicht verändert werden: „Doch obgleich Elend und Bedürftigkeit mit einer solchen Lebensführung eng verbunden sind, erwies sich Carriazo doch in allem, was er anfasste, als wahrer Edelmann. Auf Büchsenschussweite schon erkannte man an tausend Einzelheiten seine vornehme Herkunft, denn er war stets großzügig und freigiebig gegen seine Kameraden.“  Dem Leser wird suggeriert, dass Charakter und Persönlichkeit eng mit der Abstammung und dem sozialen Rang eines Menschen verbunden sind. Avedaño hat durch seine Liebe zu Costanza ein idealisiertes Bild von ihr und kann nicht glauben, dass die Frau, der er so starke Gefühle entgegenbringt, eine einfache Arbeiterin sein soll: „Die Liebe hat die niedrige Gestalt dieser Küchenmagd, wie du sie nennst, in meinen Augen geadelt und so hoch emporgehoben, dass ich sie sehe und doch nicht sehe, sie kenne und doch nicht erkenne. Auch wenn ich es wollte, so könnte ich doch nicht einen Augenblick die sogenannte Niedrigkeit ihres Standes in Betracht ziehen.“

### Ehre
Der Ehrbegriff ist, wie in allen „Novelas ejemplares“, dem Zeitgeist entsprechend, von zentraler Bedeutung. Costanza wird als sittsames, ehrliches, religiöses, tugend- und ehrenhaftes Mädchen geschildert. Auch von Avedaño und dem Sohn des Oberrichters wird gesagt, sie hätten Costanza gegenüber ehrenhafte Absichten. Carriazo und Don Diego sind die Ehrbarkeit betreffend eher problematische Charaktere. Carriazo gibt sich dem Leben eines pícaro hin, er erlernt das Gaunerhandwerk, gerät mit der Polizei in Konflikt, landet sogar im Gefängnis und wird vom niedrigen Volk verspottet. Trotzdem erleidet er keinen Ehrverlust, da sein Verhalten als jugendliche Eskapade betrachtet wird. Don Diego vergewaltigt Costanzas Mutter.
Die Darstellung der Vergewaltigung ist für die heutige Zeit höchst seltsam, da Don Diego keinen Ehrverlust zu fürchten scheint, er droht sogar Costanzas Mutter mit dem Verlust ihrer Ehre: „Nun schreit nicht, schönste Frau, denn jeder Schrei, den ihr ausstoßt, wird ein Herold Eurer Schande sein. Kein Mensch hat mich in Euer Gemach treten sehen; denn mein guter Stern, der mir diesen Genuss verschaffen wollte, hat Schlaf in die Augen Eurer Diener geträufelt. Wenn sie nun auf Eure Rufe herbeieilen, so können sie mir wohl das Leben rauben, doch werden sie mich in Euren Armen finden, und auch mein Tod wird Euren Ruf nicht retten können.“  Costanzas Mutter war auf Grund ihrer verlorenen Ehre verzweifelt und gedemütigt.

### Idealisierung der Liebe
Auch Avedaños platonische Liebe zu Costanza nimmt in der Novelle eine wichtige Stellung ein. Er verliebt sich auf den ersten Blick in Costanza. Obwohl sie seine Liebe nicht erwidert und ihn zudem vollkommen ignoriert, werden seine Gefühle immer stärker. Er verwendet, wenn er von ihr spricht, Himmels- und Gottesmotive, um ihre Schönheit und Sittsamkeit zu beschreiben. Avedaño selbst beschreibt seine Gefühle zu Costanza folgendermaßen: „...in einer so reinen Liebe, daß ich nichts anderes will, als ihr dienen, und mein Streben einzig darauf gerichtet ist, von ihr wiedergeliebt zu werden, auf daß sie mir in Ehrbarkeit gestatte, was meine sittsamen Wünsche von ihr erflehen“.

## Wiederkehrende Motive
Einige Themen, die in „La ilustre fregona“ auftreten, finden sich in fast allen der anderen elf Novellen wieder, so z. B. das Motiv der Schönheit und Anbetung, der Männerfreundschaft und der Korruption.

### Schönheit
Costanza, die weibliche Hauptdarstellerin der Geschichte, ist außergewöhnlich schön. Sie kann, ihr Äußeres betreffend, mit Preciosa aus „La gitanilla“ oder Leonisa aus „El amante liberal“ verglichen werden. Auf Grund ihrer Attraktivität ist Costanza überall bekannt. Sie wird zum ersten Mal in der Geschichte erwähnt, als zwei fremde Eselstreiber über sie und ihr bemerkenswertes Äußeres sprechen. In der Novelle wird geschildert, dass viele Männer das Gasthaus lediglich aufsuchen, um Costanza zu betrachten. Die Begeisterung, die sie bei ihren Verehrern auslöst, grenzt fast an Anbetung. Die meisten Frauen, die in der Geschichte auftreten, reagieren mit Eifersucht auf sie. Auffällig an der Schilderung Costanzas ist die oberflächliche Betrachtung ihres Charakters. Ihr Äußeres wird ausführlich beschrieben und ist in der Novelle von zentraler Bedeutung, sie selbst aber bleibt stumm und passiv. Insgesamt spricht sie acht Sätze.

### Männerfreundschaft
Wie in „Rinconete y Cortadillo“, „el amante liberal“ oder „la gitanilla“ bildet sich eine enge Männerfreundschaft. Avedaño und Carriazo werden zu sehr nahen Freunden, die füreinander einstehen. Als Carriazo von den Thunfischereien heimkehrt, kann Avedaño es nicht ertragen, dass sein Freund so unglücklich ist: „Als Avedaño, sein Freund, ihn oft so trübsinnig und nachdenklich sah, wagte er ihn im Vertrauen auf ihre Freundschaft nach dem Grund zu fragen und erbot sich, ihm zu helfen, wenn er irgend könne, ja, wenn es sein müsse, mit dem Einsatz seines eigenen Lebens.“  Auch Carriazo erweist sich als sehr guter Freund, als er seine geliebten Thunfischereien aufgibt, um bei Avedaño im Gasthaus zu bleiben.

### Korruption
Ein weiteres Thema, welches in vielen der Novellen auftaucht, ist Korruption. So wird in der Novelle geschrieben „es darf auch an Schmiergeldern für alle Diener der Gerechtigkeit nicht fehlen, denn wenn die nicht gut geschmiert sind, knarren sie schlimmer als ein Ochsenkarren“. Die Problematik der Bestechlichkeit wird hier zwar nur am Rande erwähnt, verdeutlicht aber die von Cervantes geübte Gesellschaftskritik.

## Exemplarisches Finale
Das Ende der Novelle kann als exemplarisches Finale bezeichnet werden. Die Geschichte von der vornehmen Küchenmagd schließt mit der Wiederherstellung der Ordnung. Zum einen wird diese Ordnung durch die Hochzeit der Protagonisten, zum anderen durch Costanzas Wiederkehr zu ihrer wahren sozialen Stellung geschaffen. Das Ende von Avedaños und Carriazos Abenteuern wird durch ihre Vermählungen unterstrichen. Ihr jugendlicher Freiheitsdrang wird durch respektable soziale Anpassung ersetzt.
Am Ende der Geschichte kehren Avedaño und Carriazo als angesehene, ehrenhafte Edelleute nach Burgos zurück. Trotzdem denkt Carriazo noch oft in geheimer Furcht an den Spott, den er ertragen musste, zurück. Er kann den Konsequenzen seiner Vergangenheit also nicht vollständig entkommen. Durch die Entdeckung von Costanzas wahrer Herkunft wird schließlich das Paradoxon des Titels gelöst. Ihre Schönheit und Tugendhaftigkeit entsprachen immer ihrer sozialen Abstammung; durch die Aufdeckung dieser kehrt letztendlich Normalität in ihr Leben ein und sie findet ihren Platz in der gesellschaftlichen Hierarchie.

## Deutschsprachige Textausgaben
- Miguel de Cervantes Saavedra: Die vornehme Küchenmagd. In: Miguel de Cervantes Saavedra: Meistererzählungen: Die Beispielhaften Novellen. (=detebe-Klassiker. Band 22527). Aus dem Spanischen von Gerda von Uslar. Diogenes, Zürich 1993, ISBN 3-257-22527-X. S. 412–488.
- Miguel de Cervantes Saavedra: Die vornehme Küchenmagd. In: Miguel de Cervantes Saavedra: Sämtliche Erzählungen. Aus dem Spanischen von Gerda von Uslar. Anaconda, Köln 2016, ISBN 978-3-7306-0330-7. S. 412–488.